# كيني هندريك
كيني هندريك (بالإنجليزية: Kenny Hendrick)‏ هو سائق سباق أمريكي، ولد في 10 سبتمبر 1969 في تشينو في الولايات المتحدة.

## وصلات خارجية
- كيني هندريك على موقع Racing-Reference.info (الإنجليزية)